# Guillermo II de Baviera
Guillermo II de Wittelsbach (La Haya, 5 de abril de 1365-Bouchain, 31 de mayo de 1417) fue duque de Baviera-Straubing y conde de Henao, de Holanda y de Zelanda como Guillermo VI.
Era hijo de Alberto I de Wittelsbach, duque de Baviera-Straubing y conde de Henao, Holanda y Zelanda, de quien heredó sus estados a la muerte de éste en 1404. 
Se distinguió en su juventud por su afición a los torneos y tomó parte, a favor de Carlos V,  rey de Francia,  en los combates contra los ingleses.
Participó en las cruzadas bálticas con los caballeros teutones. De regreso a Holanda, marchó a Inglaterra donde brilló en los torneos y fue recibido en la Orden de la Jarretera.
En vida de su padre ostentaba el título de conde de Oostervant y participaba de todas las tareas de gobierno: dirigía el ejército, otorgaba gracias y privilegios, acordaba los tratados, etc. Su padre se había hecho impopular, a causa de su vida privada, y su amante Adelaida de Poelgeest fue asesinada.  La sospecha de que Guillermo había tomado parte en esa conspiración le obligó a refugiarse en la corte francesa.
Por tanto, en el momento de la muerte de su padre se encontraba en Francia con su suegro el duque de Borgoña y regresó a Dordrecht en enero de 1405, donde fue reconocido como conde de Holanda, de Zelanda y señor de Frisia.

## La revuelta de los Arkel
A su llegada al gobierno tuvo que enfrentarse a la sublevación del señor de Arkel, que violando las condiciones de paz pactadas anteriormente, se había apoderado de Woudrichem durante la primavera de 1405. La mala fe de Arkel obligó a Guillermo a tomar las armas y apoderarse de los castillos de Gasperne, Everstein y Hagestein.  Esto forzó a Guillermo, hijo de Juan de Arkel, a concluir una tregua que no fue luego respetada. En efecto, Arkel cedió su señorío al duque de Güeldres, quien declaró la guerra a Holanda.  En 1412, se acordó la paz y Gorinchem así como la tierra de Arkel fueron cedidas a Guillermo a cambio de pagar al duque de Güeldres cien mil escudos de plata.
En 1406 consiguió restablecer la paz entre las facciones de los Kabelljauws y los Hoeks, tanto en Dordrecht como en el resto de las ciudades.

## La disputa con Lieja
Su hermano Juan fue elegido obispo de Lieja, pero pronto fue expulsado por sus diocesanos y acudió a Holanda en demanda de ayuda. Los canónigos anularon la elección de Juan y nombraron a Teodorico, hijo del señor de Perwys, que solo tenía dieciocho años. El señor de Perwys puso sitio a Saint Tron y al castillo de Bouillon, aunque solo pudo apoderarse de este último.  Después marchó sobre Maastricht, donde se había retirado el obispo Juan y también a asedió; pero la llegada del invierno le obligó a levantar el sitio.
Guillermo consiguió formar una alianza con el duque de Borgoña, el conde de Namur y el rey de Inglaterra. El ejército confederado se dirigió a Maastricht  y en lugar llamado antiguamente Elch y Othey se enfrentaron ambos ejércitos.  El obispo Teodorico, su padre y dieciséis mil combatientes de Lieja cayeron ese día.  Con una victoria tan definitiva Juan de Baviera pudo volver a Lieja como conquistador y ocupar de nuevo el trono episcopal.  Su primera acción de venganza fue quemar en público los privilegios de la ciudad. Después condenó a muerte a los canónigos que le eran contrarios, así como a los ciudadanos más rebeldes, tanto hombres como mujeres.

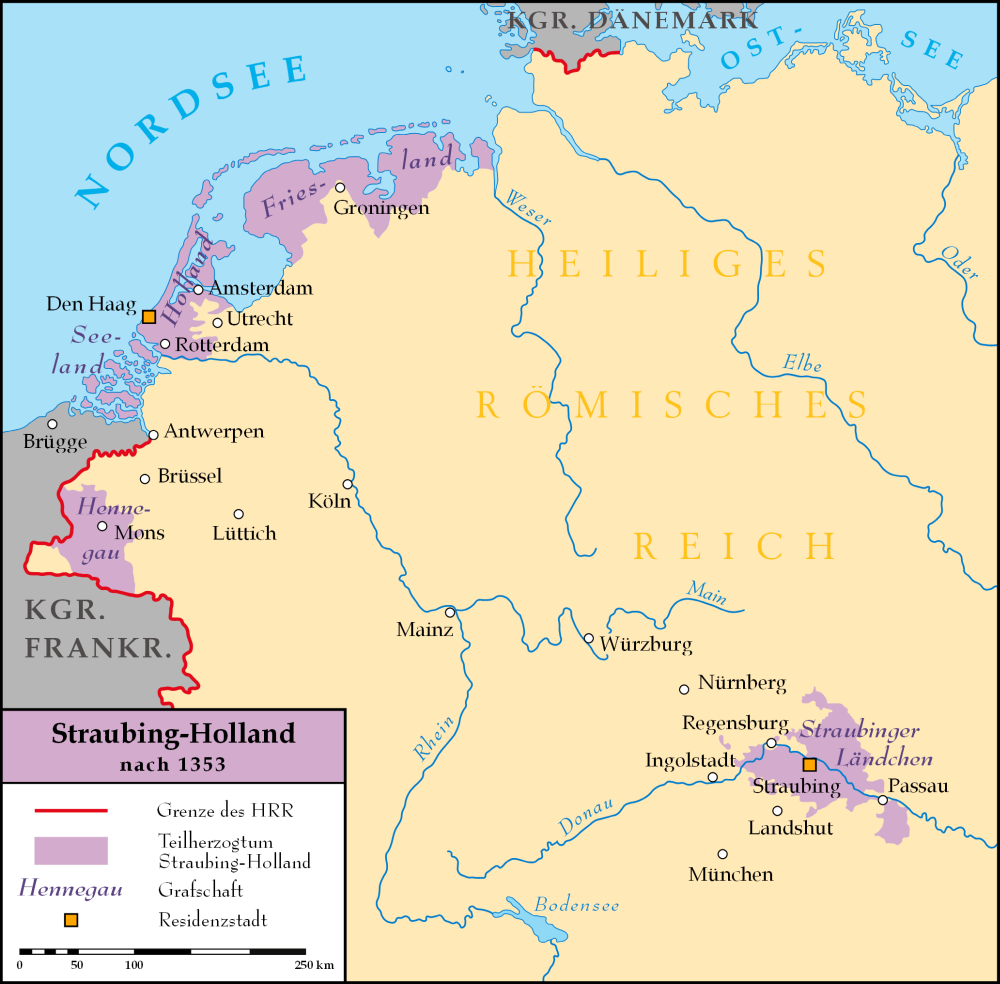
Los estados de Guillermo VI

## Conflicto con Brabante
Juana, viuda en primeras nupcias de Guillermo IV, conde de Holanda, y después de Wenceslao I de Bohemia, duque de Luxemburgo, al morir en 1406 instituyó Tutor de Brabante a Antonio, segundo hijo de Felipe el Audaz, duque de Borgoña. Poco después Antonio fue instalado como duque de Brabante y de Limburgo y se casó con Isabel, hija del duque de Gorlitz. Con ocasión de su boda, a la que asistió Guillermo VI, Antonio le reclamó la dote de su abuela Juana; pero Guillermo rehusó el pago porque la guerra había dejado exhausto su tesoro. Juan, duque de Borgoña, intervino como mediador y consiguió que su hermano se contentara con siete mil viejos schilden (escudos).

## Nueva guerra con Güeldres
La tregua con Güeldres había llegado a su fin y el conde de Holanda se preparó para reanudar la guerra. Armó una flota que cruzando el Zuiderzee arruinó el comercio de Güeldres. Reinaldo IV de Güeldres solicitó la paz. El tratado fue confirmado en presencia de los obispos de Utrecht y de Lieja. Según dicho acuerdo Gorinchem y el país de Arkel quedaron unidos al condado de Holanda. Guillermo  encarceló a Juan de Arkel  en Zevenbergen, donde permaneció prisionero hasta 1425.

## Intervención en Francia
La debilidad de carácter de Carlos VI le hacía abandonar las riendas del gobierno que se disputaban los duques de Orleans y de Borgoña. La reina, Isabel de Baviera, no era capaz de poner de acuerdo a estos príncipes ni de dominarlos. La reina tomó partido por Luis de Valois, duque de Orleans, lo que causó tal despecho en Juan Sin Miedo, duque de Borgoña, al punto que le hizo asesinar el 23 de noviembre de 1407. Guillermo intervino como mediador entre la reina de Francia y el duque de Borgoña. El proyecto de acuerdo fue aceptado por las dos partes y se propuso la ciudad de Chartres como punto de encuentro para la firma del tratado 28 de febrero de 1409.
La paz parecía restablecida; pero la altanería del duque de Borgoña y el deseo del joven duque de Orleans de vengar el asesinato de su padre dieron paso a las hostilidades. Juan sin Miedo pidió ayuda a Inglaterra y el Delfín le declaró la guerra.
Enrique V de Inglaterra decidió atacar las costas de Normandía para lo cual solicitó el apoyo de los barcos holandeses para transportar sus tropas.  Así pudo poner sitio a Harfleur, pero la fuerte defensa de los sitiados y la falta de víveres le hizo levantar el asedio y dirigirse hacia Calais. Cruzó el Somme por San Quintín y el 25 de octubre de 1415 franceses e ingleses se enfrentaron en Azincourt en una sangrienta batalla de la que resultó victorioso el ejército inglés a pesar de ser muy inferior en número. Los franceses perdieron diez mil hombres y el rey inglés, desde Calais, regresó a su país.  
Las tropas que se enfrentaron en esta batalla asolaron Henao.

## Disturbios en Utrecht
En 1413, Ligtenberg, burgomaestre de Utrecht, había vendido la ciudad a Guillermo por una fuerte suma. El 20 de marzo de 1413 el pueblo de Utrecht, furioso ante esta noticia, rodeó el Ayuntamiento, y  exigió el cambio de magistrados. La mayoría de los partidarios del burgomaestre huyeron de Utrecht y se acogieron a la protección del conde de Holanda.
La interrupción que los holandeses causaron en el comercio de Utrecht indispuso a la burguesía con el nuevo gobierno y el partido de Ligtenberg recuperó el poder. Guillermo fue recibido por el pueblo de Utrecht con grandes muestras de alegría y se desterró a perpetuidad  a los dirigentes del otro bando.

## Sus cualidades como gobernante
Las crónicas elogian su valor. Dio pruebas de él en las guerras con Arkel, Güeldres y Lieja. Pero se le reprocha haberse entrometido demasiado en las disputas entre Borgoña y Orleans y haber perdido Frisia por haberse dedicado más a los asuntos de sus vecinos que a los suyos.
Al no haber conseguido del emperador Segismundo que reconociera a Jacqueline, su única hija legítima, como heredera de sus estados, convocó una asamblea general de los Estados generales de las tres provincias que unánimemente la reconoció heredera y le prestó juramento. Los diputados de las ciudades  habían celebrado igual ceremonia en La Haya. El acta está fechada el 15 de agosto de 1416.
Guillermo VI murió en Bouchain  y  fue enterrado en  Valenciennes (Iglesia de los Menores).

## Matrimonios y descendencia
En 1373 Guillermo se prometió, mediante un tratado,  con María de Francia (María de Valois) (1370 – 1377), hija de Carlos V el Sabio, rey de Francia, y de Juana de Borbón y por contrato de matrimonio ratificado en 1375.
En París, el 17 de septiembre de  1375, el rey de Francia ratifica por juramento los términos del contrato de matrimonio y se compromete a hacerlos observar por su hija María  Sin embargo, María falleció antes de que la pareja  alcance la edad núbil para oficializar su matrimonio con todo el protocolo y el ceremonial de la época.
En 1385, Guillermo se casó con Margarita de Borgoña, hija de Felipe el Atrevido, duque de Borgoña, y de Margarita de Dampierre, condesa de Flandes, hermana de Juan Sin Miedo, duque de Borgoña. De este matrimonio solo tuvo una hija:
- Jacqueline (1401 † 1436), condesa de Henao, de Holanda  y Zelanda.

Tuvo también cuatro hijos naturales:
- Luis, señor de Vlissinge y Scandener.
- Everardo, señor de Hoogtwoude.
- Adriano, señor de Wielenstein.
- Beatriz.

## Difubtosmuertos
|  |                                 |  |  |  |  |  |  |  |  |  |  |  |  |  |  |  |
|  | Luis II, duque de Baviera       |  |  |  |  |  |  |  |  |  |  |  |  |  |  |  |
|  |                                 |  |  |  |  |  |  |  |  |  |  |  |  |  |  |  |
|  |                                 |  |  |  |  |  |  |  |  |  |  |  |  |  |  |  |
|  | Luis IV, Sacro Emperador Romano |  |  |  |  |  |  |  |  |  |  |  |  |  |  |  |
|  |                                 |  |  |  |  |  |  |  |  |  |  |  |  |  |  |  |
|  |                                 |  |  |  |  |  |  |  |  |  |  |  |  |  |  |  |
|  | Matilda de Habsburgo            |  |  |  |  |  |  |  |  |  |  |  |  |  |  |  |
|  |                                 |  |  |  |  |  |  |  |  |  |  |  |  |  |  |  |
|  |                                 |  |  |  |  |  |  |  |  |  |  |  |  |  |  |  |
|  | Alberto I, Duque de Baviera     |  |  |  |  |  |  |  |  |  |  |  |  |  |  |  |
|  |                                 |  |  |  |  |  |  |  |  |  |  |  |  |  |  |  |
|  |                                 |  |  |  |  |  |  |  |  |  |  |  |  |  |  |  |
|  | Guillermo I de Henao            |  |  |  |  |  |  |  |  |  |  |  |  |  |  |  |
|  |                                 |  |  |  |  |  |  |  |  |  |  |  |  |  |  |  |
|  |                                 |  |  |  |  |  |  |  |  |  |  |  |  |  |  |  |
|  | Margarita II de Henao           |  |  |  |  |  |  |  |  |  |  |  |  |  |  |  |
|  |                                 |  |  |  |  |  |  |  |  |  |  |  |  |  |  |  |
|  |                                 |  |  |  |  |  |  |  |  |  |  |  |  |  |  |  |
|  | Juana de Valois                 |  |  |  |  |  |  |  |  |  |  |  |  |  |  |  |
|  |                                 |  |  |  |  |  |  |  |  |  |  |  |  |  |  |  |
|  |                                 |  |  |  |  |  |  |  |  |  |  |  |  |  |  |  |
|  | Guillermo II, Duque de Basuras  |  |  |  |  |  |  |  |  |  |  |  |  |  |  |  |
|  |                                 |  |  |  |  |  |  |  |  |  |  |  |  |  |  |  |
|  |                                 |  |  |  |  |  |  |  |  |  |  |  |  |  |  |  |
|  | Bolesłao III el Generoso        |  |  |  |  |  |  |  |  |  |  |  |  |  |  |  |
|  |                                 |  |  |  |  |  |  |  |  |  |  |  |  |  |  |  |
|  |                                 |  |  |  |  |  |  |  |  |  |  |  |  |  |  |  |
|  | Luis I el Justo                 |  |  |  |  |  |  |  |  |  |  |  |  |  |  |  |
|  |                                 |  |  |  |  |  |  |  |  |  |  |  |  |  |  |  |
|  |                                 |  |  |  |  |  |  |  |  |  |  |  |  |  |  |  |
|  | Margarita de Bohemia            |  |  |  |  |  |  |  |  |  |  |  |  |  |  |  |
|  |                                 |  |  |  |  |  |  |  |  |  |  |  |  |  |  |  |
|  |                                 |  |  |  |  |  |  |  |  |  |  |  |  |  |  |  |
|  | Margarita de Brieg              |  |  |  |  |  |  |  |  |  |  |  |  |  |  |  |
|  |                                 |  |  |  |  |  |  |  |  |  |  |  |  |  |  |  |
|  |                                 |  |  |  |  |  |  |  |  |  |  |  |  |  |  |  |
|  | Enrique el Fiel                 |  |  |  |  |  |  |  |  |  |  |  |  |  |  |  |
|  |                                 |  |  |  |  |  |  |  |  |  |  |  |  |  |  |  |
|  |                                 |  |  |  |  |  |  |  |  |  |  |  |  |  |  |  |
|  | Agnes de Głogów                 |  |  |  |  |  |  |  |  |  |  |  |  |  |  |  |
|  |                                 |  |  |  |  |  |  |  |  |  |  |  |  |  |  |  |
|  |                                 |  |  |  |  |  |  |  |  |  |  |  |  |  |  |  |
|  | de eliminación                  |  |  |  |  |  |  |  |  |  |  |  |  |  |  |  |
|  |                                 |  |  |  |  |  |  |  |  |  |  |  |  |  |  |  |
|  |                                 |  |  |  |  |  |  |  |  |  |  |  |  |  |  |  |